# Cuvaison

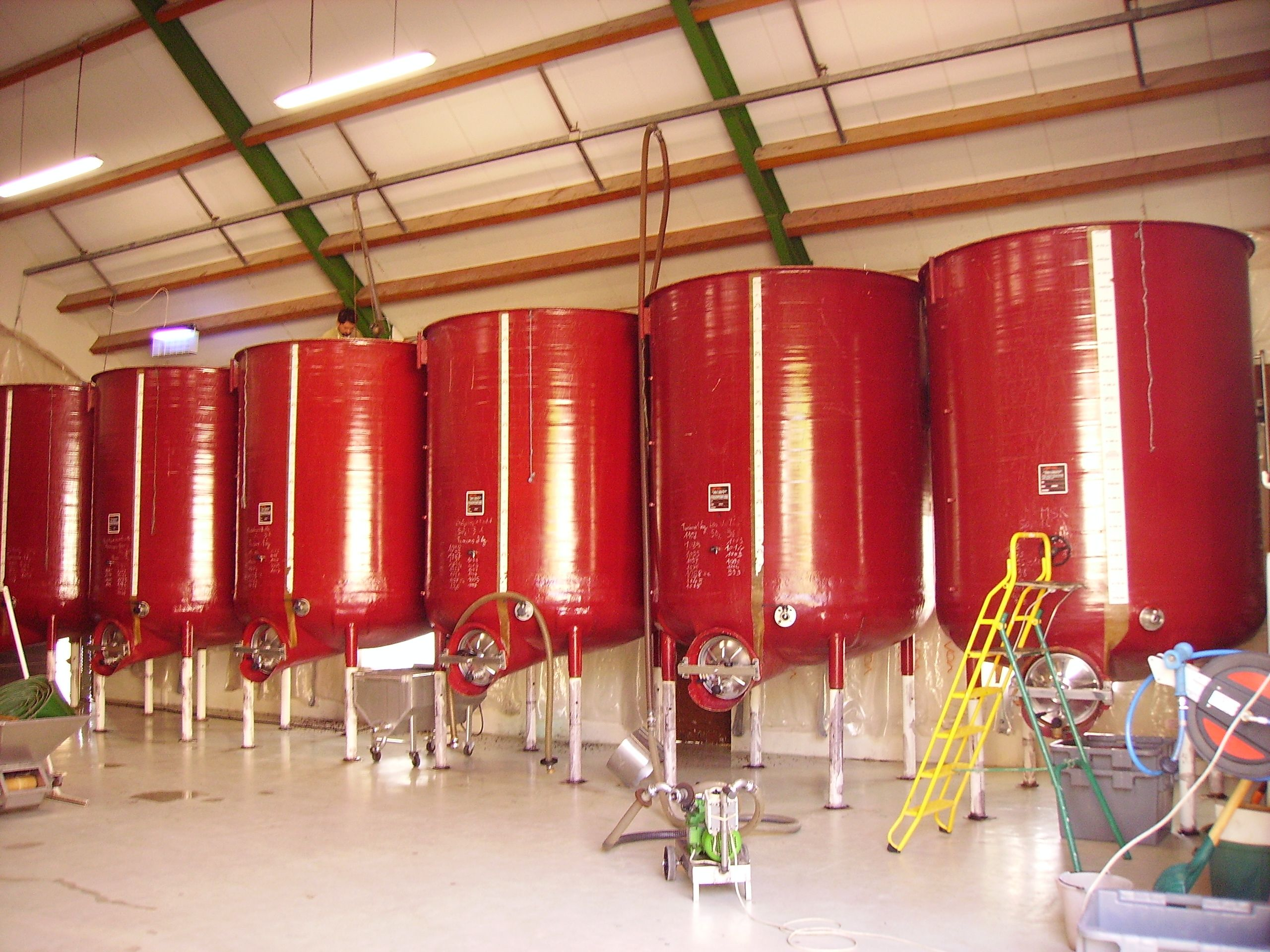
Maître de chai en train d'agiter, lors de la fermentation, le jus destiné au vin rouge

La cuvaison est une étape essentielle de l'élaboration de la plupart des boissons alcoolisées issues de la fermentation alcoolique de leur propre moût : vin, bière, cidre, poiré, saké, hydromel... Se déroulant dans une cuve adaptée, elle consiste à transformer le moût en une boisson spécifique par fermentation alcoolique et macération.

## Opérations successives lors de la cuvaison envinification
- fermentation alcoolique en cuve (généralement en inox ou en béton recouvert de résine) durant de 15 à 45 jours pour un vin sec et jusqu'à plusieurs mois pour les autres. La fermentation durant la cuvaison produit un important dégagement de gaz carbonique et une élévation de la température qui peut être néfaste aux levures. La thermorégulation permet de respecter des températures optimales (entre 26 et 32 °C).
- macération traditionnelle pour le vin rouge de garde et partielle pour le vin rosé de saignée durant la fermentation alcoolique, voire au-delà (macération post-fermentaire). Cette macération assure la diffusion des arômes secondaires du vin. Pour le vin rouge de garde, le mélange de la partie liquide du moût avec le marc lors de la cuvaison permet une meilleure extraction de la couleur et des tanins. Elle peut se faire par :
  - pigeage (entre 8 et 20 jours selon les vins) consistant à enfoncer le chapeau de marc dans la partie liquide du moût en fermentation tout en l’émiettant pour favoriser la diffusion des composés phénoliques et des arômes
  - remontage consistant à récupérer le moût en cours de fermentation accumulé dans le bas de la cuve pour le reverser sur le chapeau de marc qui flotte à la surface de la cuve.
  - délestage consistant à récupérer l'ensemble du moût en cours de fermentation accumulé dans le bas de la cuve et à le transvaser dans une seconde cuve. Il est ensuite renvoyé sur le chapeau de marc qui s'est compacté et est drainé au fond de la cuve pour améliorer la macération.
- macération à chaud éventuelle du marc de cuve en le dissociant transitoirement (2 jours) du reste de la cuvée
- mutage éventuel arrêtant la fermentation pour obtenir un vin doux naturel
- macération finale à chaud (en chauffant la cuve à 30-45 °C) à l'issue de la fermentation alcoolique permettant d'extraire plus de tanins fondus
- fermentation malolactique (essentiellement pour la vinification en vin rouge), en général après la fermentation alcoolique
- soutirage consistant à extraire le vin de goutte de la cuve en le séparant du marc de cuve par écoulement gravitaire. Il permet d'éliminer le CO2 dégagé pendant la fermentation malolactique
- à l'issue de la cuvaison, écoulement par gravité du vin de goutte. Pour le vin rouge de garde, décuvage du vin de presse (par pressurage du marc de cuve)

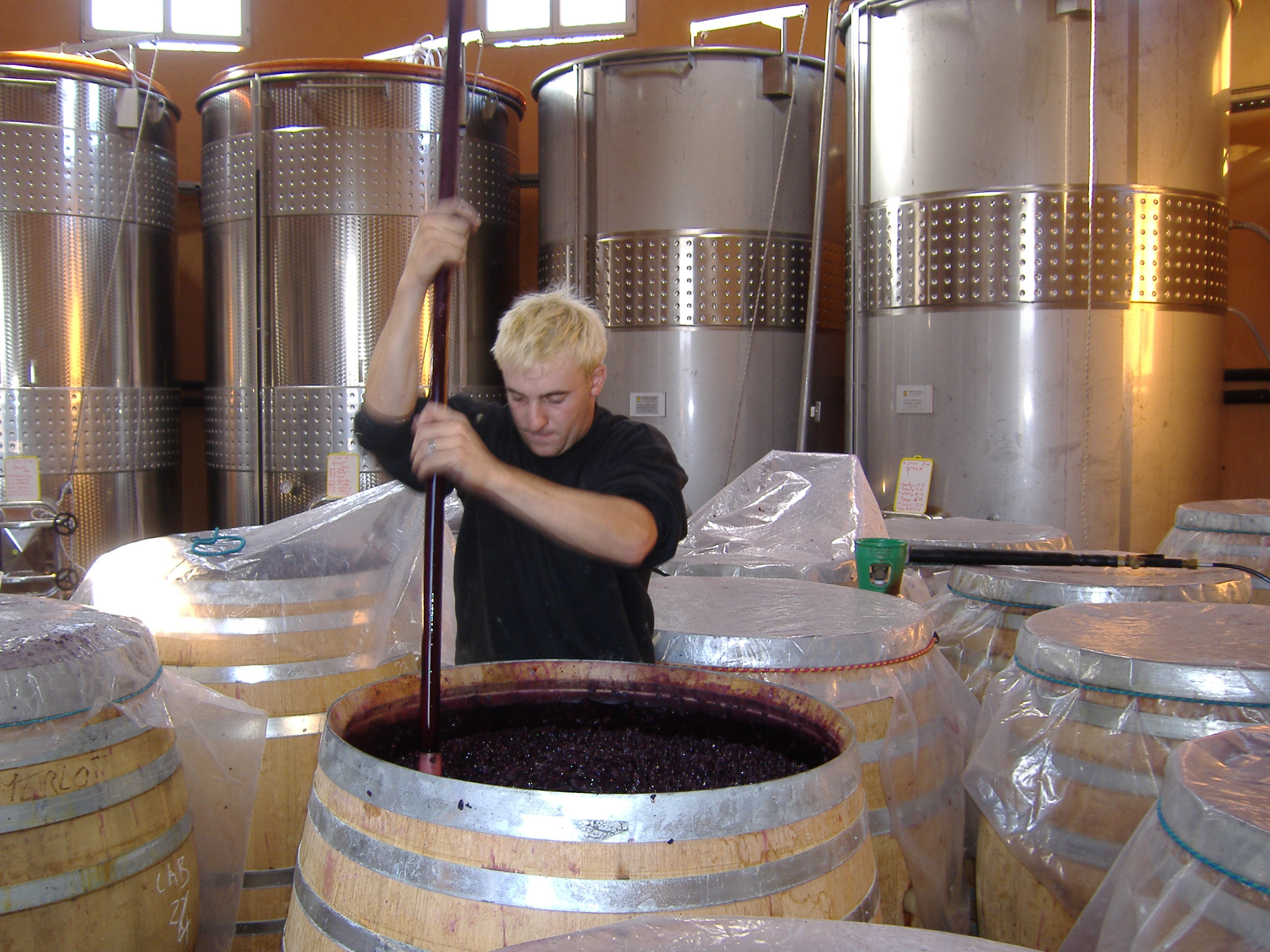
Pigeage dans la barrique de fermentation